# Cornelia Zwischenberger
Cornelia Zwischenberger (* 1981 in Lienz) ist eine österreichische Translationswissenschaftlerin.

## Leben
Von 1999 bis 2005 studierte sie Translationswissenschaft mit Schwerpunkt auf dem Dolmetschen (Sprachenkombination: Deutsch, Italienisch, Englisch) an der Karl-Franzens-Universität Graz und der Università degli studi di Bologna. Von 2008 bis 2010 war sie wissenschaftliche Mitarbeiterin im FWF-Projekt Quality in Simultaneous Interpreting (QuaSI) am Zentrum für Translationswissenschaft, Universität Wien. Von 2010 bis 2011 war sie Lehrbeauftragte für Italienisch und Translationswissenschaft am Zentrum für Translationswissenschaft der Universität Wien. Nach der Promotion (2006–2011) an der Universität Wien, Dolmetschwissenschaft war sie von 2011 bis 2016 Universitätsassistentin am Zentrum für Translationswissenschaft der Universität Wien. Von 2017 bis 2018 war sie Gastprofessorin für Translationswissenschaft am Institut für Theoretische und Angewandte Translationswissenschaft der Karl-Franzens-Universität Graz. Von 2018 bis 2020 lehrte sie als Universitätsprofessorin für Translationswissenschaft am Institut für Theoretische und Angewandte Translationswissenschaft der Karl-Franzens-Universität Graz (befristeter Vertrag). 2019 lehnte sie den Ruf auf eine Universitätsprofessur für Translationswissenschaft (unbefristet) an die Karl-Franzens-Universität Graz ab. Seit März 2020 hat sie die Professur für Transkulturelle Kommunikation am Institut für Translationswissenschaft der Universität Wien inne.
Ihre Forschungsschwerpunkte sind (online) kollaborative Translation als spezifische Form transkultureller Kommunikation, Verwendung des Translationskonzeptes außerhalb der Translationswissenschaft aus transdisziplinärer/transkultureller Perspektive, Translation und Kultur(wissenschaften) (insb. British Cultural Studies), Übersetzung und Transfer von wiss. Texten, Translationsqualität (insb. Qualität beim Konferenzdolmetschen) und Translation aus soziologischer Perspektive (Rolle, Normen, Status, Ethik und Ideologie).

## Schriften (Auswahl)
- Qualität und Rollenbilder beim simultanen Konferenzdolmetschen. Berlin 2013, ISBN 3-86596-527-X.
- mit Martina Behr (Hg.): Interpreting Quality. A Look Around and Ahead. Berlin 2015, ISBN 3-7329-0191-2.
- mit Julia Richter, Stefanie Kremmel und Karlheinz Spitzl (Hg.): (Neu)Kompositionen. Aspekte transkultureller Translationswissenschaft. Liber amicorum für Larisa Schippel. Berlin 2016, ISBN 3-7329-0306-0.
- mit Larisa Schippel (Hg.): Going East. Discovering New and Alternative Traditions in Translation Studies. Berlin 2017, ISBN 3-7329-0335-4.